# Chieri Torino Volley Club
Chieri Torino Volley Club var en volleybollklubb från Chieri (1976-2012) / Turin (2012-2013), Italien, som var aktiv mellan 1976 och 2013. 
Klubben spelade länge i de lokala ligorna men lyckade genom fyra avancemang på fem år nå serie A1 (högsta serien), där de debuterade säsongen 2003-2004. Under de första åren i serien tillhörde laget de bättre laget och lyckades även vinna den europeiska cuptävlingen Top Teams Cup 2004-2005 (numera heter tävlingen CEV Cup). Under de följande åren tappade laget och åkte efter säsongen 2008-2009 ur serien. Klubben återkom efter två år till högstaserien. Laget tog 2013 över Cuatto Volley Giaveno verksamhet, men fick inte tillstånd att spela säsongen 2013-2014 då de inte uppfyllde de ekonomiska regler som fanns.
Klubben spelade 1976-2005 under namnet Pallavolo Chieri och 2005-2011 under namnet Chieri Volley.